# Boris Vallejo
Boris Vallejo (ur. 8 stycznia 1941 w Limie) – peruwiański ilustrator.
Boris Vallejo urodził się w Limie jako syn adwokata, po zakończeniu National School of Fine Arts emigrował w roku 1964 do USA, gdzie mieszka do dzisiaj. Vallejo znany jest przede wszystkim z obrazów fantasy, które najczęściej przedstawiają umięśnionych bohaterów i skąpo ubrane Walkirie. Jego obrazy zdobią liczne kalendarze, plakaty filmowe i okładki książek.
Fragment jego obrazu pt. In The Underworld został wykorzystany na okładce albumu łączonego Século XX / Bestial Devastation brazylijskich grup Overdose i Sepultura.

## Twórczość
- Imaginistix (2006)
- The Fabuluos Women of Boris Vallejo and Julie Bell (2006)
- Boris Vallejo and Julie Bell: The Ultimate Collection (2005)
- Twin Visions (2002)
- Titans (znany także pod tyułem Superheroes): The Heroic Visions of Boris Vallejo and Julie Bell
- Fantasy Workshop
- Sketchbook
- Dreams: The Art of Boris Vallejo (1999)
- Ladies
- Mirage (1997, wyd. polskie Miraż Amber 1990) - do którego pozowała mu modelka i rzeźbiarka Danielle Anjou.
- Fantasy Art Techniques (1985)
- The Fantastic Art of Boris Vallejo (1980)